# Можешь рассчитывать на меня
«Можешь рассчитывать на меня» (англ. You Can Count on Me) — драматический фильм 2000 года режиссёра Кеннета Лонергана.

## Сюжет
Личная жизнь матери-одиночки Саманты Прескотт переполнена разноплановыми событиями — работа в банке с новым боссом, воспитание сына, отношения с бойфрендом и братом.

## В ролях
| Актёр             | Роль                  |
| ----------------- | --------------------- |
| Лора Линни        | Саманта Прескотт      |
| Марк Руффало      | Терри Прескотт        |
| Мэттью Бродерик   | Брайан Эверетт        |
| Джон Тенни        | Боб Стиджерсон        |
| Рори Калкин       | Руди Прескотт         |
| Хэлли Файффер     | Эми                   |
| Джей Смит-Камерон | Мэйбел                |
| Джош Лукас        | Руди Колински-старший |
| Гэби Хоффманн     | Шейла                 |
| Эми Райан         | Рейчел Луис Прескотт  |
| Нина Гарбирас     | Нэнси Эверетт         |

## Награды и номинации
- 2002 — номинация на премию «Бодиль» за лучший американский фильм (Кеннет Лонерган)
- 2001 — две номинации на премию «Оскар»: лучшая женская роль (Лора Линни), лучший оригинальный сценарий (Кеннет Лонерган)
- 2001 — две номинации на премию «Золотой глобус»: лучшая женская роль — драма (Лора Линни), лучший сценарий (Кеннет Лонерган)
- 2001 — две номинации на премию «Выбор критиков»: лучший фильм, лучшая женская роль (Лора Линни)
- 2001 — две премии «Независимый дух»: лучший дебютный фильм (Кеннет Лонерган, Джон Харт, Джеффри Шарп, Барбара Де Фина, Ларри Мейстрич), лучший сценарий (Кеннет Лонерган), а также три номинации: лучшая мужская роль (Марк Руффало), лучшая женская роль (Лора Линни), лучший дебют (Рори Калкин)
- 2001 — премия «Спутник» за лучший оригинальный сценарий (Кеннет Лонерган), а также номинация за лучшую женскую роль — драма (Лора Линни)
- 2001 — номинация на премию Гильдии киноактёров США за лучшую женскую роль (Лора Линни)
- 2001 — премия Гильдии сценаристов США за лучший оригинальный сценарий (Кеннет Лонерган)
- 2000 — особое упопинание Национального совета кинокритиков США (Кеннет Лонерган), а также попадание в десятку лучших фильмов года
- 2000 — два приза кинофестиваля «Сандэнс»: Лучшая драма (Кеннет Лонерган), Waldo Salt Screenwriting Award (Кеннет Лонерган)

## Отзывы
Фильм получил положительные отзывы кинокритиков. На сайте Rotten Tomatoes у фильма 95 % положительных рецензий из 101. На Metacritic — 85 баллов из 100 на основе 31 рецензии. Роджер Эберт оценил фильм в 4 звезды из 4-х.